# 基恩附近奥伯豪森
基恩附近奥伯豪森是德国莱茵兰-普法尔茨州的一个市镇。总面积4.58平方公里，总人口955人，其中男性466人，女性489人（2011年12月31日），人口密度209人/平方公里。